# Gavtv
Gav, auch bekannt als Gav News Es ist eine mehrsprachige Nachrichtenagentur und liefert politische, wirtschaftliche und soziale Nachrichten aus Kurdistan, dem Irak und dem Nahen Osten an die Öffentlichkeit.
Die Region Kurdistan ist zu einem wichtigen Zentrum der politischen und wirtschaftlichen Entwicklungen im Nahen Osten geworden, weshalb sie die Aufmerksamkeit der Journalisten von Gav auf sich gezogen hat und darauf abzielt, die Öffentlichkeit mit den richtigen und unparteiischen Nachrichten aus der Region zu erreichen. Eine Reihe von Fachjournalisten aus verschiedenen Bezirken Kurdistans arbeiten für Gav und das Hauptbüro in Dohuk. Gav macht besondere Nachrichten in Irakisch-Kurdistan. Gav stellt Fotografien von erfahrenen Fotografen zur Verfügung, die wichtige Entwicklungen und Ereignisse in Kurdistan dokumentieren. Gav verbindet sich mit all den Agenturen, Journalisten und internationalen Agenturen, die sich auf die Region konzentrieren.

## Website
Gav bietet Nachrichten online auf Kurdisch Sorani und Kurmandschi, Englisch. Ihre Websites decken Nachrichten in Kurdistan, im Nahen Osten und international ab.
Darüber hinaus bietet Gav Berichterstattung über Kultur, Sport und Wirtschaft in Kurdistan und im Ausland. Es bietet seinen Lesern auch einen Abschnitt für Originalinterviews sowie Transkriptionen von Interviews, nachdem sie im Fernsehnetzwerk ausgestrahlt wurden. Das Netzwerk bietet den Lesern auch regelmäßige Analysen und Meinungsbeiträge zu relevanten Themen in der Region Kurdistan und im Nahen Osten.